# Presidentvalet i Indien 2017
Presidentvalet i Indien 2017 hölls den 17 juli 2017 och slutresultatet redovisades den 20 juli. Ram Nath Kovind vann valet och blev därmed Indiens 14:e president.